# فلورانس فابريكنت
فلورنس فابریكانت ھي ناقدة طعام لصحیفة نیویورك تایمز، تعیش في مانھاتن ونیویورك وإیست ھامبتون. 1962حاصلة على درجة الماجستیر من جامعة نیویورك، وتخرجت في عام وبدأت بالكتابة لایست ھامبتون ستار بدأت حیاتھا المھنیة كمؤلفة/كاتبة في عام 1972. ساعدت أعمالھا مع جمعیة في جمع الأموال من أجل رعایة السرطان، والبحث، والعلاج.

## الكتب
إضافة إلى المساھمة في أقسام المطعم والمترو والطراز والسفر في صحیفة التایمز، فقد نشرت أحد عشر كتاب طھي:
- Wine with Food: Pairing Notes and Recipes from The New York Times
- Park Avenue Potluck
- Park Avenue Potluck Celebrations: Entertaining at Home with New York's Savviest Hostesses
- The New York Restaurant Cookbook
- The Great Potato Book
- Venetian Taste
- Florence Fabricant's Pleasures of the Table
- New Home Cooking
- The New York Times Dessert Cookbook
- The New York Times Seafood Cookbook
- Elizabeth Berry's Great Bean Book (with Elizabeth Berry[3]) صممت باتریشیا فابریانت، ابنتھا، خمسة من كتبھا.